# Pseudosystole
Pseudosystole är ett släkte av steklar. Pseudosystole ingår i familjen kragglanssteklar.
Kladogram enligt Catalogue of Life:
| Pseudosystole | \| \| Pseudosystole bugbeei \| \| \| \| \| \| Pseudosystole hofferi \| \| \| \| |
|               | \| \| Pseudosystole bugbeei \| \| \| \| \| \| Pseudosystole hofferi \| \| \| \| |
|               | Pseudosystole bugbeei                                                           |
|               |                                                                                 |
|               | Pseudosystole hofferi                                                           |
|               |                                                                                 |